# 大南街道 (沈阳市)
大南街道，曾是中华人民共和国辽宁省沈阳市沈河区下辖的一个乡镇级行政单位。2019年12月，撤销大南街道，辖区划入滨河街道。

## 行政区划
大南街道下辖以下地区：
。